# Cephalocera macrocera
Cephalocera macrocera är en tvåvingeart som beskrevs av Hesse 1969. Cephalocera macrocera ingår i släktet Cephalocera och familjen Mydidae. Inga underarter finns listade i Catalogue of Life.